# 超磁歪材料
超磁歪材料（ちょうじわいざいりょう）とは、通常の磁歪材料に比べて変化倍率が100倍程度大きな材料の事を言う。
超磁歪材の特徴は，磁界による形状変化の速さと発生される力である。形状変化のスピードは、数μs（マイクロ秒：100万分の1秒）クラスで変形し、発生される力も，非常に大きいものがある。
| スタブアイコン | サブスタブ | この項目は、まだ閲覧者の調べものの参照としては役立たない、工学・技術に関連した書きかけの項目です。この項目を加筆・訂正などしてくださる協力者を求めています。 |